# McKittrick (Missouri)
McKittrick – miasto w Stanach Zjednoczonych, w stanie Missouri, w hrabstwie Montgomery.